# مرسک پری
مرسک پری (به انگلیسی: Maersk Peary) یک کشتی است که طول آن ۱۸۰ متر (۵۹۰ فوت) می‌باشد. این کشتی در سال ۲۰۰۴ ساخته شد.